# H.E. Beddall
H.E. Beddall, död 1890, officer i Frälsningsarmén i England, sångförfattare och tonsättare.

## Sånger
- Om i mitt hjärta finns en vrå som fri från synd ej är (FA 1946 nr 212) Beddall diktat texten och komponerat melodin.